# آزادی مذهب در عراق
آزادی مذهب در عراق (انگلیسی: Freedom of religion in Iraq)، بر اساس آخرین آمار دولتی، ۹۷ درصد از جمعیت عراق در سال ۲۰۱۰ مسلمان بودند (۶۰ درصد شیعه و ۴۰ درصد سنی)، طبق قانون اساسی دین رسمی این کشور اسلام است.
در سال ۲۰۲۳، عراق در بخش آزادی مذهب امتیاز ۱ از ۴ را کسب کرد. در همین سال، این کشور در بین فهرست بدترین کشوهای جهان برای مسیحی بودن، حائز رتبه ۱۸ گردید.

## پس‌زمینه
در دههٔ ۲۰۱۰، شورش‌های داعش (کوته نوشت به انگلیسی: IS)، که در سابق تحت عنوان دولت اسلامی عراق و شام (کوته نوشت به انگلیسی: ISIL) یا دولت اسلامی عراق و سوریه (کوته نوشت به انگلیسی: ISIS) نامیده می‌شد، منجر به نقض آزادی مذهب در بخش‌های مشخصی از عراق گردید. داعش یک گروه جهادی سنی است که مدعی حاکمیت دینی بر تمام مسلمانان در سراسر جهان است و هدف او این بود که بیشتر مناطقی که مسلمانان در سراسر جهان، در آنجا زندگی می‌کنند را تحت کنترل سیاسی خود درآورد که آغاز این مسیر از عراق شروع می‌شد.